# Бенш, Альберт Фёдорович
Альберт Фёдорович Бенш (1861, Санкт-Петербург-1915, Харьков) — российский пианист, композитор, музыкальный педагог.

## Биография
С 10-ти летнего возраста выступал публично. Учился в Придворной певческой капелле под руководством В. И. Главача.
В 1879—1882 г. учился в Санкт-Петербургской консерватории по классу фортепиано у Луи Брассена (окончил с золотой медалью). Затем продолжил совершенствовать мастерство игры на фортепиано руководством Ф. Листа (1882—1883).
В 1885 был приглашён на работу преподавателем игры на фортепиано в Харьковском музыкальном училище Императорского Русского музыкального общества, но 1888 г. оставил эту должность и открыл в Харькове собственную музыкальную школу, действовавшую с успехом.
Неоднократно концертировал в России (Москва (1882), Санкт-Петербург (1885, 1894), Харьков (1885—1914)), а также в Германии. В репертуаре — произведения русских и западно-европейских композиторов.
В своё время отказался от предложения занять место профессора в консерваториях Москвы и Санкт-Петербурга.
Среди его учеников — С. Борткевич.
Умер 7 ноября 1915 года в Харькове, в возрасте 54 лет.

## Творчество
Автор романсов, оркестровых и фортепианных пьес (в частности, «Малороссийская картинка», которую впервые исполнил в 1892 в Харькове, изд. 1895).

## Избранные музыкальные сочинения
- Etude de concert,
- Polka-miniature,
- Колыбельная,
- 2 мазурки,
- 2 гавота,
- 2 концертных вальса,
- малороссийская рапсодия,
- менуэт и др.